# Paulo César (football, 1978)
Pour les articles homonymes, voir Paulo César et César.
Paulo César Arruda Parente, plus communément appelé Paulo César né le 26 juin 1978 à Osasco (État de São Paulo), est un footballeur international brésilien, qui possède également la nationalité italienne.

## Biographie

### Fin de carrière au Brésil (2009-2014)
Il retourne à Fluminense, où il retrouve Carlos Alberto Parreira, qui ne le fait que très peu jouer. En effet, le club est devenu un des favoris du championnat du Brésil et la concurrence est forte. Paulo César part alors pour le Grêmio Prudente, club de São Paulo qui dispute son premier Championnat de São Paulo. Paulo César participe activement au maintien de l'équipe. Après cela, il joue pour São Caetano et Vila Nova,.
En 2012, le projet de l'Audax São Paulo l'attire. Il découvre un nouveau poste, celui de n°10 (meneur de jeu) et, après un an, l'équipe réalise son meilleur parcours dans le Championnat paulista.
En juin 2014, à 35 ans, Paulo César se retire des terrains alors qu'il évolue dans le club de Taboão da Serra.

### Entraineur
Le 12 décembre 2016, il est nommé entraineur de Juventude à la suite de l'éviction de l'ancien coach. Il est évincé le 6 mars 2017.
En 2020, il rejoint le staff de l'équipe féminine u19 du Paris Saint-Germain tout d’abord en tant qu’adjoint de Grégory Benarib, puis à partir de juillet 2023 en tant qu’entraîneur principal. En Mai 2025, il est nommé à la tête de l’équipe première féminine du PSG pour la fin du championnat à la suite de l’éviction de Fabrice abriel. 

## Statistiques

### Générales
Ce tableau présente les statistiques de Paulo César,.
| Saison                | Club                    | Championnat           | Championnat | Championnat | Coupe nationale | Coupe nationale | Coupe de la Ligue | Coupe de la Ligue | Supercoupe | Supercoupe | Compétition(s) continentale(s) | Compétition(s) continentale(s) | Compétition(s) continentale(s) | Brésil | Brésil | Total | Total |
| Saison                | Club                    | Division              | M.          | B.          | M.              | B.              | M.                | B.                | M.         | B.         | Comp.                          | M.                             | B.                             | M.     | B.     | M.    | B.    |
| 1996                  | Flamengo                | Série A               | 9           | 0           | -               | -               | -                 | -                 | -          | -          | -                              | -                              | -                              | -      | -      | 9     | 0     |
| 1997                  | Fluminense              | Série A               | 8           | 0           | -               | -               | -                 | -                 | -          | -          | -                              | -                              | -                              | -      | -      | 8     | 0     |
| 1998                  | EC Vitória (prêt)       | Série A               | 12          | 0           | -               | -               | -                 | -                 | -          | -          | -                              | -                              | -                              | -      | -      | 12    | 0     |
| 1999                  | Botafogo FR (prêt)      | Série A               | 1           | 0           | -               | -               | -                 | -                 | -          | -          | -                              | -                              | -                              | -      | -      | 1     | 0     |
| 1999                  | CR Vasco da Gama (prêt) | Série A               | 13          | 1           | -               | -               | -                 | -                 | -          | -          | -                              | -                              | -                              | -      | -      | 13    | 1     |
| 2000                  | Fluminense              | Série A               | 20          | 2           | -               | -               | -                 | -                 | -          | -          | -                              | -                              | -                              | -      | -      | 20    | 2     |
| 2001                  | Fluminense              | Série A               | 25          | 4           | -               | -               | -                 | -                 | -          | -          | -                              | -                              | -                              | -      | -      | 25    | 4     |
| 2002                  | Fluminense              | Série A               | -           | -           | -               | -               | -                 | -                 | -          | -          | -                              | -                              | -                              | 3      | 0      | 3     | 0     |
| 2002-2003             | Paris Saint-Germain     | Ligue 1               | 22          | 4           | 2               | 0               | -                 | -                 | -          | -          | C3                             | 3                              | 0                              | -      | -      | 27    | 4     |
| 2003-2004             | Paris Saint-Germain     | Ligue 1               | 9           | 0           | -               | -               | 1                 | 0                 | -          | -          | -                              | -                              | -                              | -      | -      | 10    | 0     |
| 2004                  | Santos FC (prêt)        | Série A               | 36          | 1           | -               | -               | -                 | -                 | -          | -          | CL                             | 12                             | 0                              | -      | -      | 48    | 1     |
| 2005                  | Santos FC (prêt)        | Série A               | 29          | 0           | -               | -               | -                 | -                 | -          | -          | CL                             | 6                              | 1                              | -      | -      | 35    | 1     |
| 2005-2006             | Paris Saint-Germain     | Ligue 1               | 9           | 1           | 5               | 0               | -                 | -                 | -          | -          | -                              | -                              | -                              | -      | -      | 14    | 1     |
| 2006-2007             | Paris Saint-Germain     | Ligue 1               | 8           | 0           | 1               | 0               | 1                 | 1                 | 1          | 0          | C3                             | 5                              | 0                              | -      | -      | 16    | 1     |
| 2007                  | Toulouse FC             | Ligue 1               | 17          | 2           | -               | -               | -                 | -                 | -          | -          | -                              | -                              | -                              | -      | -      | 17    | 2     |
| 2007-2008             | Toulouse FC             | Ligue 1               | 19          | 0           | -               | -               | -                 | -                 | -          | -          | C1+C3                          | 2+2                            | 0+0                            | -      | -      | 23    | 0     |
| 2008-2009             | Toulouse FC             | Ligue 1               | 16          | 1           | 3               | 0               | 1                 | 0                 | -          | -          | -                              | -                              | -                              | -      | -      | 20    | 1     |
| 2009                  | Fluminense              | Série A               | 4           | 0           | -               | -               | -                 | -                 | -          | -          | -                              | -                              | -                              | -      | -      | 4     | 0     |
| 2010                  | Grêmio Prudente         | Série A               | 15          | 1           | -               | -               | -                 | -                 | -          | -          | CS                             | 2                              | 0                              | -      | -      | 17    | 1     |
| 2011                  | Vila Nova               | Série B               | 13          | 1           | -               | -               | -                 | -                 | -          | -          | -                              | -                              | -                              | -      | -      | 13    | 1     |
| Total sur la carrière | Total sur la carrière   | Total sur la carrière | 285         | 18          | 11              | 0               | 3                 | 1                 | 1          | 0          | -                              | 32                             | 1                              | 3      | 0      | 335   | 20    |

### Ses trois sélections
| Date            | Lieu    | Match                    | Score | Compétition  |
| --------------- | ------- | ------------------------ | ----- | ------------ |
| 31 janvier 2002 | Goiânia | Brésil - Bolivie         | 6-0   | Match amical |
| 6 février 2002  | Riyad   | Arabie saoudite - Brésil | 0-1   | Match amical |
| 7 mars 2002     | Cuiabá  | Brésil - Islande         | 6-1   | Match amical |

## Palmarès
CR Flamengo
- Vainqueur de la Copa de Oro en 1996

EC Vitória
- Vice champion du championnat de Bahia avec EC Vitoria en 1998
- Vice champion de la Copa Nordeste avec EC Vitoria en 1998

Fluminense FC
- Champion du Brésil de Série C en 1999

Paris St-Germain
- Vainqueur de la Coupe de France en 2006
- Finaliste de la Coupe de France en 2003
- Finaliste du Trophée des champions en 2006

Santos FC
- Champion du Brésil de Série A en 2004

 Brésil
- Vainqueur du Tournoi de Toulon en 1996
- Vainqueur de la Copa João Havelange juniors en 1997 au Mexique
- Vice-champion Sud-Américain des moins de 20 ans en 1997
- Vice-champion du monde juniors en Malaisie en 1997